# 조리 (음식)

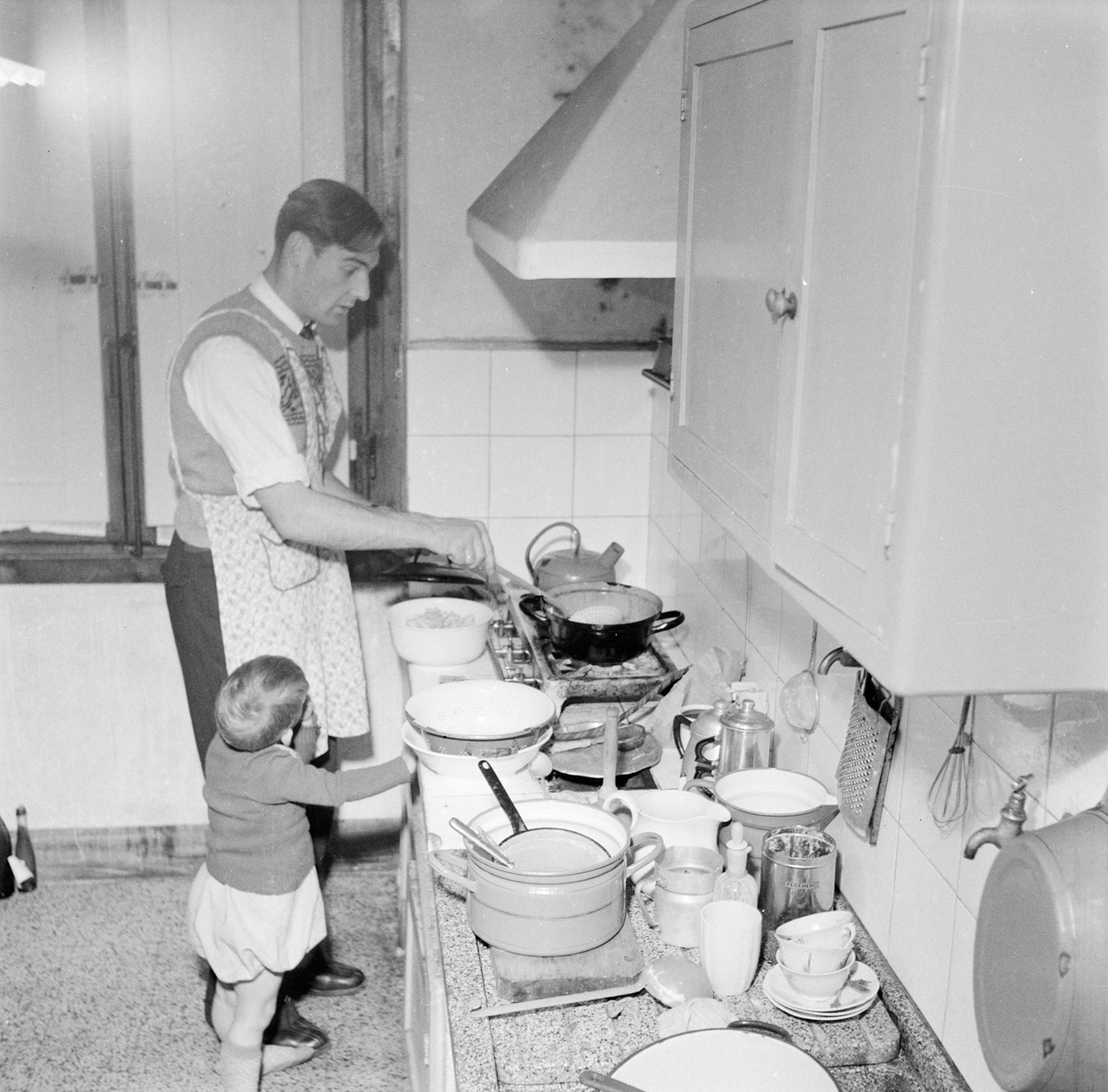

조리(調理, 영어: cooking 또는 cookery)는 식재료를 잘 맞추어 먹을 것을 만드는 과정 또는 행위를 말한다. 종종 요리를 가리키는 말로 사용되기도 한다. 조리는 날 것을 먹었을 경우 발생될 수 있는 여러 식인성 질환(foodborne illnesses)을 예방케 한다. 또한 많은 음식, 특히 육류의 소화도(digestibility)를 높인다.

## 조리법
- 끓이기

식품에 물을 가하여 100°C의 온도에서 끓이는 조리 방법이다. 국, 찌개 등을 만들며 가열하는 중에 식품이 익으면서 맛이 든다. 곡류는 물과 함께 가열하면 녹말이 팽창하고 끈기 있는 호화 상태가 되어 맛이 좋고 소화 흡수가 잘 된다. 하지만 채소류는 비타민 C의 손실이 크고 녹색 색소의 변화가 크다. 단백질이 많이 함유되어 있는 육류, 생선, 알류는 높은 온도에서 끓이면 단백질이 응고된다.
- 데치기

식품 재료를 끓는 물 속에서 단시간 끓이는 것으로, 식품 조직을 부드럽게 하고, 좋지 않은 맛을 없애 주며, 식품의 색깔을 한층 선명하게 해준다. 시금치·미나리·쑥갓 등의 녹색 채소를 데칠 때에는 충분한 양의 물에 약간의 소금을 넣고 뚜껑을 덮지 않은 채 살짝 데친 다음, 찬물에 헹구어 내면 색깔이 선명하고 영양소의 파괴도 줄일 수 있다. 우엉이나 연근의 떫은 맛을 없애기 위해서는 데칠 때에 식초를 몇 방울 떨어뜨리면 효과적이다.
- 찌기

조리할 때 물을 사용하지 않고 가열된 수증기가 식품 재료의 사이 사이로 전해져서 식품이 간접적으로 가열되는 조리법이다. 끓이기에 비해 연료와 시간이 많이 소비된다. 영양 손실이 적고 온도의 분포가 고루 되어 식품의 모양이 흩어지지 않는다. 감자·당근·호박 등의 조리에는 적당하나, 녹색 채소나 양배추 종류는 색과 향이 변하기 쉽다.
- 조리기

식품에 양념과 간이 진한 국물을 넣고 가열하여 조리하는 방법으로 갈비찜·닭찜·생선 조림·감자 조림·콩자반 등을 만들 때 이용된다. 불의 조절은 끓을 때까지는 세게 하고, 그 후부터는 약한 불로 한다.
- 굽기

수분을 사용하지 않고 식품에 직접 열을 가하여 식품 자체 내의 수분에 의해 익게 하는 방법으로 직접 구이와 간접 구이가 있다. 직접 구이는 식품을 직접 불에 얹어 놓고 복사열이나 전도열을 이용하여 굽는 방법으로, 육류나 생선 등의 조리에 이용된다. 간접구이는 철판이나 오븐을 일정한 온도로 달군 후 굽는 방법으로, 굽는 동안 표면의 단백질이 응고되어 영양소의 손실이 적은 조리 방법이다.
- 튀기기

튀기기는 맛이 담백한 생선·새우·채소 등에 많이 쓰이는 조리 방법으로 끓는 기름 속에서 식품을 가열하는 방법이다. 식품이 단시간에 처리되므로 영양소의 손실이 적고 독특한 맛과 향기가 있다.튀김의 온도는 식품에 따라 차이가 있으나, 대개 180°C가 적당하다. 튀김을 할 때에는 식품을 한꺼번에 많이 넣지 말고, 금속으로 된 두꺼운 팬을 사용하며 발연점이 높은 식물성 기름을 쓴다.
- 볶기

불에 달군 프라이팬이나 냄비에 기름을 두르고 식품을 넣어서 가열하면 식품이 볶아지면서 익는 조리법으로, 굽기와 튀기기의 중간 방법이다. 볶는 조리법은 독특한 향기와 고소한 맛이 생기며, 지방과 지용성 비타민의 흡수가 좋아진다. 또 200-220°C 정도의 높은 온도에서 단시간 조리하므로 비타민의 손실이 적다. 볶을 때 사용하는 기름의 양은 보통 재료의 5-10%가 적당하다. 기름이 적으면 재료가 타기 쉽고, 너무 많으면 음식이 깔끔하지 않으므로 주의한다. 볶아 낸 식품은 시간이 지날수록 수분이 생기게 되므로 가능하면 먹기 직전에 볶는다.

## 같이 보기
- 초기 인류의 불의 이용
- 식사 준비
- 식품 계량
- 식품산업
- 식품 안전
- 식품 저장
- 요리
- 요리법
- 조리기구
- 조리사
- 주식 (음식)
- 향신료